# Hyalosphenia minuta
Hyalosphenia minuta is een soort in de taxonomische indeling van de Amoebozoa. Deze micro-organismen hebben geen vaste vorm en hebben schijnvoetjes. Met deze schijnvoetjes kunnen ze voortbewegen en zich voeden. Het organisme komt uit het geslacht Hyalosphenia en behoort tot de familie Hyalospheniidae. Hyalosphenia minuta werd in 1892 ontdekt door Cash.